# 奧科維爾 (伊利諾伊州)
奧科維爾（英語：Okawville）是位於美國伊利諾伊州華盛頓縣的一個村落。

## 地理
奧科維爾的座標為38°25′57″N 89°32′54″W / 38.43250°N 89.54833°W，而該地最高點為海拔高度131米（即430英尺）。

## 人口
根據2010年美國人口普查的數據，奧科維爾的面積為5.31平方千米，當中陸地面積為5.31平方千米，而水域面積為0.00平方千米。當地共有人口1434人，而人口密度為每平方千米270人。